# Березанська сільська рада (Ніжинський район)
Береза́нська сільська́ ра́да — адміністративно-територіальна одиниця та орган місцевого самоврядування в Ніжинському районі Чернігівської області. Адміністративний центр — село Березанка.

## Загальні відомості
Березанська сільська рада утворена у 1994 році.
- Територія ради: 10,745 км²
- Населення ради: 241 особа (станом на 2001 рік)

## Населені пункти
Сільській раді були підпорядковані населені пункти:
- с. Березанка

## Склад ради
Рада складалася з 12 депутатів та голови.
- Голова ради: Нікітко Микола Андрійович
- Секретар ради: Гринькова Надія Іванівна

### Керівний склад попередніх скликань
| Прізвище, ім'я, по батькові | Основні відомості                                                         | Дата обрання | Дата звільнення |
| --------------------------- | ------------------------------------------------------------------------- | ------------ | --------------- |
| Нікитко Микола Андрійович   | Сільський голова, 1950 року народження, безпартійний                      | 26.03.2006   | 31.10.2010      |
| Нікітко Микола Андрійович   | Сільський голова, 1950 року народження, освіта вища, член Партії регіонів | 31.10.2010   |                 |

Примітка: таблиця складена за даними сайту Верховної Ради України

### Депутати
За результатами місцевих виборів 2010 року депутатами ради стали:

#### За суб'єктами висування
| Суб'єкт висування | Кількість обраних депутатів | %   |
| ----------------- | --------------------------- | --- |
| Самовисування     | 12                          | 100 |

#### За округами
| № округу | Прізвище, ім'я, по батькові      | Дата визнання обраним | Освіта  | Партійна приналежність | Відомості про обраного депутата                                         |
| -------- | -------------------------------- | --------------------- | ------- | ---------------------- | ----------------------------------------------------------------------- |
| 1        | Дяконенко Олександра Кузьмівна   | 03.11.2010            | середня | позапартійна           | пенсіонер                                                               |
| 2        | Адаменко Іван Олексійович        | 03.11.2010            | середня | позапартійний          | пенсіонер                                                               |
| 3        | Гринькова Надія Іванівна         | 03.11.2010            | середня | позапартійна           | Березанська сільська рада, секретар сільської ради                      |
| 4        | Адаменко Василь Миколайович      | 03.11.2010            | середня | позапартійний          | пенсіонер                                                               |
| 5        | Фесюн Микола Тимофійович         | 03.11.2010            | середня | позапартійний          | пенсіонер                                                               |
| 6        | Семененко Ніна Миколаївна        | 03.11.2010            | середня | позапартійна           | «Укрпошта», м. Київ, оператор                                           |
| 7        | Семененко Наталія Миколаївна     | 03.11.2010            | середня | позапартійна           | Управління праці та соціального захисту населення, соціальний працівник |
| 8        | Онищенко Катерина Павлівна       | 03.11.2010            | середня | позапартійна           | пенсіонер                                                               |
| 9        | Фесюн Олексій Митрофанович       | 03.11.2010            | середня | позапартійний          | пенсіонер                                                               |
| 10       | Артеменко Віталій Семенович      | 03.11.2010            | середня | позапартійний          | Березанський фельдшерсько-акушерський пункт, фельдшер                   |
| 11       | Бараннік Станіслав Володимирович | 03.11.2010            | середня | позапартійний          | санаторій «Пролісок», с. Лісове, кочегар                                |
| 12       | Ковтун Любов Євдокимівна         | 03.11.2010            | середня | позапартійна           | пенсіонер                                                               |